# Chalcophyma
Chalcophyma es un género de escarabajos  de la familia Chrysomelidae. En 1865 Baly describió el género. Contiene las siguientes especies:
- Chalcophyma harrilena Bechyne, 1983
- Chalcophyma lassia Bechyne, 1983
- Chalcophyma leda Bechyne, 1983
- Chalcophyma tabajara Bechyne, 1983